# Kōhei Katō
Kōhei Katō (加藤 恒平?, Katō Kōhei; Shingū, 14 giugno 1989) è un calciatore giapponese, centrocampista del Kirivong Sok Sen Chey.

## Carriera

### Club
Il 1º luglio 2016 viene acquistato a titolo definitivo dalla squadra bulgara del Beroe.

### Nazionale
Il 26 maggio 2017 viene chiamato a sorpresa in nazionale maggiore dal CT Vahid Halilhodžić, non venendo tuttavia mai impiegato per le partite contro Siria e Iraq.

## Statistiche

### Presenze e reti nei club
Statistiche aggiornate al 25 maggio 2023.
| Stagione              | Squadra               | Campionato            | Campionato | Campionato | Coppa nazionale | Coppa nazionale | Coppa nazionale | Coppe continentali | Coppe continentali | Coppe continentali | Altre coppe | Altre coppe | Altre coppe | Totale | Totale |
| Stagione              | Squadra               | Comp                  | Pres       | Reti       | Comp            | Pres            | Reti            | Comp               | Pres               | Reti               | Comp        | Pres        | Reti        | Pres   | Reti   |
| --------------------- | --------------------- | --------------------- | ---------- | ---------- | --------------- | --------------- | --------------- | ------------------ | ------------------ | ------------------ | ----------- | ----------- | ----------- | ------ | ------ |
| 2012                  | Machida Zelvia        | J2                    | 29         | 0          | CI              | 3               | 0               | -                  | -                  | -                  | -           | -           | -           | 32     | 0      |
| 2013-2014             | Rudar Pljevlja        | 1D                    | 30         | 1          | CM              | 0               | 0               |                    | -                  | -                  | -           | -           | -           | 30     | 1      |
| 2014-2015             | Rudar Pljevlja        | 1D                    | 31         | 7          | CM              | 0               | 0               |                    | -                  | -                  | -           | -           | -           | 31     | 7      |
| Totale Rudar Pljevlja | Totale Rudar Pljevlja | Totale Rudar Pljevlja | 61         | 8          |                 | 0               | 0               |                    | -                  | -                  |             | -           | -           | 61     | 8      |
| 2015-2016             | Podbeskidzie          | EK                    | 35         | 1          | CP              | 2               | 0               | -                  | -                  | -                  | -           | -           | -           | 37     | 1      |
| 2016-2017             | Beroe                 | A-PFG                 | 21+7       | 1+0        | CB              | 1               | 0               | UEL                | 2                  | 0                  | -           | -           | -           | 31     | 1      |
| 2017-mar. 2018        | Beroe                 | A-PFG                 | 16         | 0          | CB              | 0               | 0               | -                  | -                  | -                  | -           | -           | -           | 16     | 0      |
| Totale Beroe          | Totale Beroe          | Totale Beroe          | 44         | 1          |                 | 1               | 0               |                    | 2                  | 0                  |             | -           | -           | 47     | 1      |
| mar.-2018             | Sagan Tosu            | J1                    | 1          | 0          | CdL+CI          | 4+0             | 0               | -                  | -                  | -                  | -           | -           | -           | 5      | 0      |
| mar.-giu. 2019        | Widzew Łódź           | I L                   | 11         | 0          | -               | -               | -               | -                  | -                  | -                  | -           | -           | -           | 11     | 0      |
| 2019-gen. 2020        | St Joseph's           | NL                    | 6          | 0          | -               | -               | -               | -                  | -                  | -                  | -           | -           | -           | 6      | 0      |
| gen.-giu. 2020        | Iskra Danilovgrad     | 1D                    | 10         | 1          | -               | -               | -               |                    | -                  | -                  | -           | -           | -           | 10     | 1      |
| 2020-feb. 2021        | Iskra Danilovgrad     | 1D                    | 15         | 0          | CM              | 0               | 0               | UEL                | 1                  | 0                  | -           | -           | -           | 16     | 0      |
| Totale Iskra          | Totale Iskra          | Totale Iskra          | 25         | 1          |                 | 0               | 0               |                    | 1                  | 0                  |             | -           | -           | 26     | 1      |
| feb.-giu. 2021        | Podgorica             | 1D                    | 14         | 1          | -               | -               | -               |                    | -                  | -                  | -           | -           | -           | 14     | 1      |
| gen.-giu. 2022        | Chiangrai Utd         | TPL                   | 15         | 1          | CT+TFA          | 4+1             | 0               | ACL                | 4                  | 0                  | -           | -           | -           | 24     | 1      |
| ago.-dic. 2022        | Ryūkyū Okinawa        | J2                    | 8          | 0          | -               | -               | -               | -                  | -                  | -                  | -           | -           | -           | 8      | 0      |
| feb.-giu. 2023        | Jezero                | 1D                    | 15         | 0          | -               | -               | -               |                    | -                  | -                  | -           | -           | -           | 15     | 0      |
| Totale carriera       | Totale carriera       | Totale carriera       | 264        | 13         |                 | 15              | 0               |                    | 7                  | 0                  |             | -           | -           | 286    | 13     |

## Palmarès

### Club

#### Competizioni nazionali
- Campionato montenegrino: 1

Rudar Pljevlja: 2014-2015